# Tocky

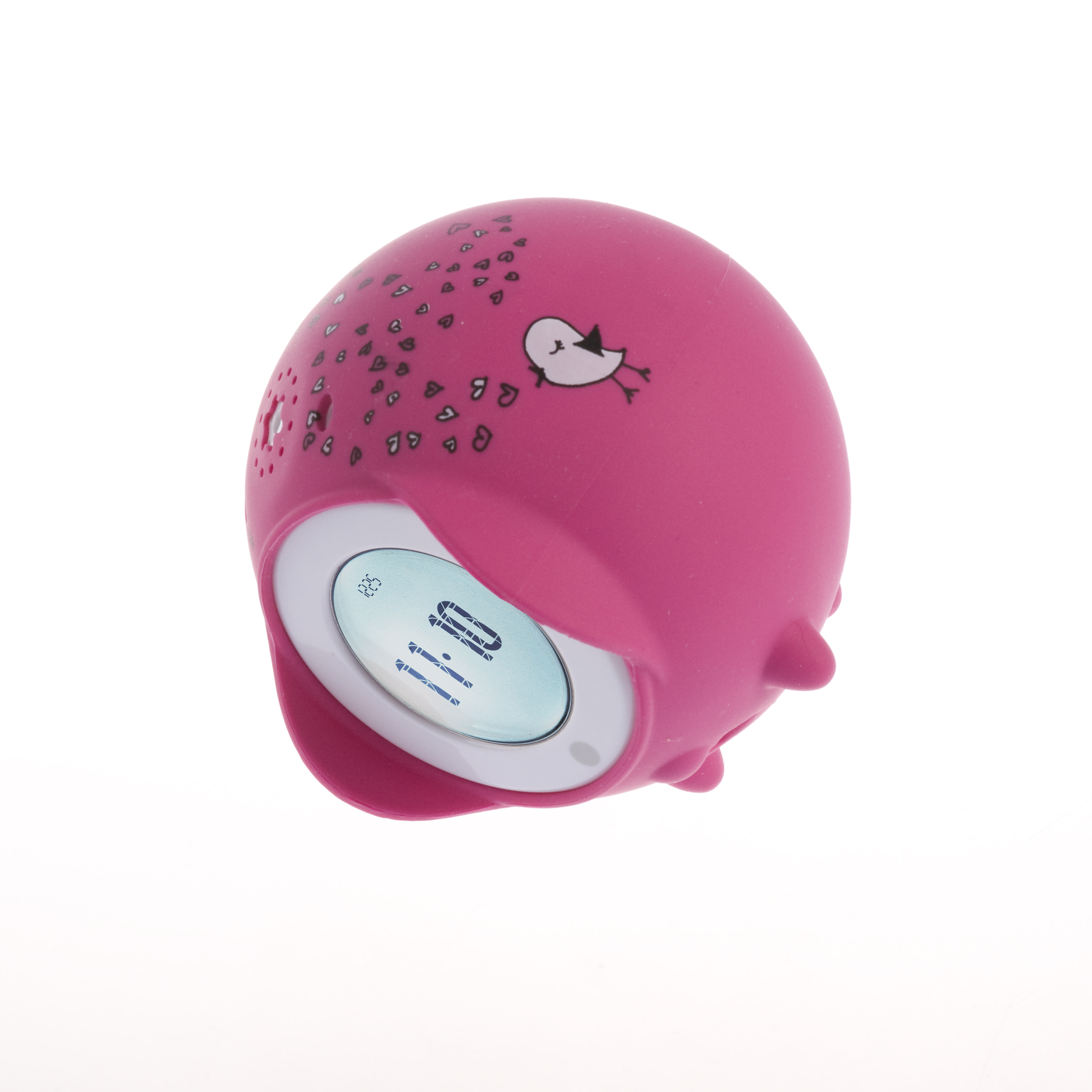
Tocky Love

Tocky – marka uciekającego budzika ze studia projektowego Nanda Home Inc. Produkt jest kolejnym po Clocky budzikiem, którego skuteczność jest wspomagana przez napęd elektryczny, który umożliwia mu ucieczkę z szafki nocnej.
Sposób działania: zabudowany wewnątrz silnik oraz okrągły kształt budzika umożliwiają samodzielne toczenie się po pomieszczeniu, etui wykonane z silikonu zabezpiecza konstrukcję przed uszkodzeniem gdy budzik spada samodzielnie z szafki nocnej. Budzik odtwarza pliki MP3, posiada port USB, wbudowany mikrofon oraz interfejs dotykowy.
W Polsce budzik Tocky został wybrany Gadżetem Roku 2010, oraz otrzymał III miejsce w plebiscycie Gifts of the Year 2011.
W październiku 2011 na rynek trafiła specjalna edycja budzików (Product)RED, zyski z ich sprzedaży wspierają inicjatywę (RED), która ma na celu wyeliminowanie nowych zachorowań na AIDS u noworodków do 2015 roku.